# 1996 VT4
1996 VT4 är en asteroid i huvudbältet som upptäcktes den 13 november 1996 av den japanska astronomen Takao Kobayashi vid Ōizumi-observatoriet.